# Neumarkt (huyện)
Neumarkt là một huyện ở bang Bayern, Đức. Huyện này giáp các huyện (từ phía bắc theo chiều kim đồng hồ): Nürnberger Land, Amberg-Sulzbach, Schwandorf, Regensburg, Kelheim, Eichstätt và Roth.
Huyện với địa giới như hiện nay đã được lập năm 1972, khi thành phố Neumarkt mất tư cách thành phố và được hợp nhất vào huyện.
Huyện này tọa lạc ở vùng núi của Frankish Alb. Phía nam là vườn quốc gia thung lũng Altmühl.

## Thị xã và đô thị
| Thị xã                                                                  | Đô thị                                                                    |                                                                                               |
| ----------------------------------------------------------------------- | ------------------------------------------------------------------------- | --------------------------------------------------------------------------------------------- |
| 1. Berching 2. Dietfurt 3. Freystadt 4. Neumarkt 5. Parsberg 6. Velburg | 1. Berg 2. Berngau 3. Breitenbrunn 4. Deining 5. Hohenfels 6. Lauterhofen | 1. Lupburg 2. Mühlhausen 3. Pilsach 4. Postbauer-Heng 5. Pyrbaum 6. Sengenthal 7. Seubersdorf |